# アラブ首長国連邦の世界遺産
アラブ首長国連邦の世界遺産（アラブしゅちょうこくれんぽうのせかいいさん）はユネスコの世界遺産に登録されているアラブ首長国連邦内の文化・自然遺産の一覧。

## 文化遺産
- アル・アインの文化的遺跡群（ハフィート、ヒーリー、ビダー・ビント・サウドとオアシス群） - （2011年）

## 自然遺産
なし

## 複合遺産
なし